# ブルーダル
ブルーダル（Blue Dal）とは、横浜で生まれた犬のキャラクター。

## 概要
白地に青の斑点が特徴のダルメシアン。横浜を拠点に活動している3人のグラフィックデザイナーによって作成されたキャラクターで、発表は2004年。
横浜のイメージカラーである「ブルー」とダルメシアン犬の文字を取って、ブルーダルという名前が付いた。
祖先は、約150年前（横浜開港当時）に蒸気船で横浜にやってきて、馬車の先導犬として活躍していた。その子孫が現代の横浜の街で再び活躍するという設定。
各種キャラクターグッズや絵本が横浜ランドマークタワーや横浜赤レンガ倉庫などのショップで購入できる他、桜木町駅の駅前広場にある街頭ビジョンでアニメーションが放映されている。また、横浜市営バスの「みなとみらい100円バス」では、車内ポスターが全てブルーダルとなっているバスが運行されている。

## プロフィール
- 誕生日 : 2月1日
- 血液型 : O型
- 性別 : 男
- 好きな色 : 青